# Oliveiro Dumas
Oliveiro Dumas (David Roselló) (Valencia, 1964), es ilustrador de cuentos infantiles y juveniles. Comenzó a dibujar de forma ocasional allá por los años ochenta, ganando varios concursos relacionados con el mundo de la ilustración y la historieta.
Durante la década de los noventa, colaboró con los fanzines valencianos más relevantes del momento (Kovalski Fly, Fancomic) y también empezó a trabajar para algunos estudios de diseño gráfico. A partir de ese momento inició su singladura en la ilustración de libros y álbumes para niños obteniendo con su primer título publicado un éxito imprevisible. Con el libro El Señor Korbes y otros cuentos de los hermanos Grimm, de la editorial Mediavaca, Oliveiro Dumas obtuvo el Bolonia Ragazzi Award de 2002, apareció en el prestigioso catálogo The White Ravens 2002 y también fue galardonado con el premio al mejor libro valenciano de 2001. Este libro fue traducido al coreano.
Colabora con diversas editoriales de libros de cuentos infantiles y juveniles.
En su otra faceta artística, compone e interpreta música para sus creaciones audiovisuales y además ha fundado y pertenecido a algunas bandas de pop y rock valencianas. En la actualidad sigue componiendo y tocando esporádicamente con el grupo valenciano Los Mocetones.

## Obra

### Ilustración
- El Señor Korbes y otros cuentos de Grimm - Ed. Mediavaca - 2001
- El gato tragón - Ed. Kalandraka - 2004
- Los tres lobitos y el cerdo - Faktoria K de Libros - 2007
- Aventuras subterráneas. A por las nintendos perdidas - Ed. Alba - 2013
- Una de piratas. Nintendos al abordaje - Ed. Alba - 2014
- El dragón (que no era verde) - Ed. La Fragatina - 2015
- El pájaro del hechicero - Autoeditado como regalo de reedición de El Señor Korbes y otros cuentos de Grimm - Ed. Mediavaca - 2020

### Obra colectiva
- Proyecto ATLAS - Encuentro internacional de industriales del mueble (FEOEIM) - 1998[4]
- Animalada - APIV - 1998
- Cine de papel - APIV - 2000
- Proyecto 303 sueños ilustrados - Roger Omar - 2000[5]
- Bienale ilustracii Bratislava - 2003
- Ilustrísimos - Bologna illustrators exhibition - 2005[6]
- 40 elefants mariners - Carles Cano - 2006
- Ilustrada - APIV - 2007
- Nosaltres també - APIV - 2019
- Verd! - APIV - 2021
- Babakamo - Festival y feria del libro ilustrado - 2021

### Portadas
- Benny y Omar - Ed. Planeta & Oxford - 2004
- Ilustra 2004 - APIV - 2004
- Benny y Babe - Ed. Planeta & Oxford - 2005
- El peso de la vaca[7] - Autoeditado - 2016
- Entorno de gestión de proyectos informáticos[8] - Autoeditado -2022

### Manuales
- Recetas para bebes y niños - Ed. Alba - 2003
- Recetas para escolares - Ed. Alba - 2005
- Taller de teatro: Juegos teatrales para niños y adolescentes - Ed. Alba - 2006
- Ensaladas creativas para todo el año - Ed. Alba - 2006
- Nuevas recetas para bebes y niños - Ed. Alba - 2007
- El taller de la risa - Ed. Alba - 2007
- La mejor cocina anticrisis - Ed. Alba - 2009
- Taller de teatro musical - Ed. Alba - 2009
- Taller práctico de risoterapia - Ed. Alba - 2010
- Taller de cocina para niños - Ed. Alba - 2010

### Audiovisuales y cine
- Cortometraje de animación "Mr. Friki". Director, guionista y música. Seleccionado Notodofilmfest 2007.
- Cortometraje de animación "Angelitos negros"[9] de Víctor Nores. Seleccionado Notodofilmfest 2008.
- Cortometraje "Papeles Rosas". Director, guionista y música. Selección en la Mostra de Cine de Mediterrani 2009. Selección sección oficial Tirant Avant 2010.
- Cortometraje "Dos relojes". Director, guionista y música. Premio Castillo de Benisanó 2011 al mejor actor (Joan Fábregas).
- Seleccionado como participante en el proyecto internacional GESAMNT de Lars Von Trier y Jenle Hallund. Año 2013.
- Cortometraje "Un smartphone ya".[10] Seleccionado para triple destilación Notodofilmfest 2013.
- Cortometraje "Gran escena de acción rodada con Tom Cruise". Seleccionado para triple destilación Notodofilmfest 2013.
- Cortometraje "Desolado"[11] de Víctor Nores. Realización de la animación de los créditos finales. Año 2014.
- Cortometraje "Acabo de tener un sueño" de Javier Navarro. Colaborador. Año 2015.
- Cortometraje "Estribillo" de César Tormo. Participación como cámara y técnico de sonido. 7 Nominaciones en Notodofilmfest 2016. Premiado con el Gran Premio a Mejor película y Premio al mejor sonido.
- Cortometraje "Pito pito gorgorito" de Gerardo Sanz. Técnico de sonido.
- Cortometraje "Zumbidos" de Iván Pérez. 2018. Ayudante de Dirección. Seleccionado en Notodofilmfest 2018.
- Cortometraje "Cuadro blanco". Director, guionista y música. Seleccionado en Notodofilmfest 2018.
- Cortometraje "Zumbidos" codirigido junto con Iván Pérez. Seleccionado en el Festival Internacional de cortometrajes de Radio City Valencia 2019.
- Cortometraje "Purasangre" de César Tormo. 2021. Ayudante de Dirección. Mejor Cortometraje en el XVIII Festival de Cine de Tarazona 2021.[12]
- Realización de booktrailer "Tarde de sapo" de Maite Mutuberria para la editorial Kalandraka. 2024.[13]
- Realización de booktrailer "EXperto eXcalador de eXcaleras" de Javier González y Llüisot. 2024.[13]
- Realización de booktrailer "Cinco ratoncitos" de Maria Girón. 2024.[13]
- Realización de booktrailer "Son animal" de Paco Nogueiras y Marc Taeger. 2024.[14]
- Booktrailer "Bim Bam Bum" de Maria Girón. 2024.[15]

### Música
- Guitarrista y compositor del grupo Los Fartones. 1987 hasta 1990.
- Guitarrista y compositor del grupo Los Mocetones. 1989 hasta 2022.
- Guitarrista del grupo Los Magnéticos. 1996 hasta 1998.
- CD "Opus guei". Los Mocetones (sello Experience Records). 1994.
- Colaborador del proyecto "Babel sin fronteras" de Jorge Estrada. 2013.
- EP "Como un pepino". Los Mocetones (distribuido por routenote). 2020.